# Gaudryinopsis
Gaudryinopsis es un género de foraminífero bentónico de la subfamilia Verneuilinoidinae, de la familia Verneuilinidae, de la superfamilia Verneuilinoidea, del suborden Verneuilinina y del orden Lituolida. Su especie tipo es Gaudryina vulgaris. Su rango cronoestratigráfico abarca desde el Triásico superior hasta el Eoceno superior.

## Discusión
Clasificaciones previas incluían Gaudryinopsis en el suborden Textulariina del orden Textulariida, o en el orden Lituolida sin diferenciar el suborden Verneuilinina.

## Clasificación
Se han descrito numerosas especies de Gaudryinopsis. Entre las especies más interesantes o más conocidas destacan:
- Gaudryinopsis vulgaris

Un listado completo de las especies descritas en el género Gaudryinopsis puede verse en el siguiente anexo.